# Gold Stick
«Gold Stick» (en español, «Protector de monarcas») es el primer episodio de la cuarta temporada de la serie de televisión británica The Crown, basada en la vida de Isabel II desde que tomo su cargo como Reina del Reino Unido. Ambientado en 1979, sigue a Carlos, príncipe de Gales quien conoce a Diana Spencer; a Margaret Thatcher convirtiéndose en la primera ministra del Reino Unido y la muerte y funeral de Lord Mountbatten. Fue escrito por el creador de la serie y productor ejecutivo, Peter Morgan y dirigido por el también productor ejecutivo, Benjamin Caron.
Olivia Colman, Tobias Menzies y Helena Bonham Carter repiten su papeles de la anterior temporada como Isabel II, Felipe, duque de Edimburgo y la princesa Margarita; llevándose los créditos principales. Gillian Anderson, Emma Corrin y Stephen Boxer se une a las serie como Margaret Thatcher, Diana Spencer y Denis Thatcher respectivamente. Mientras Josh O'Connor, Marion Bailey y Erin Doherty también protagonizan en roles ya rencarnados en la temporada anterior. Charles Dance hace su última aparición en la serie como Lord Mountbatten.
«Gold Stick» se estrenó en Netflix, junto a la totalidad de la cuarta temporada el 15 de noviembre de 2020. Por sus actuaciones en este episodio, Menzies y Dance fueron nominados para los Premios Primetime Emmy como mejor actor de reparto y mejor actor invitado en una serie dramática respectivamente, con Menzies ganando el premio.

## Trama
El episodio comienza con un desfile del estandarte de 1979. Carlos, príncipe de Gales, conoce a una joven Diana Spencer en la casa de su familia en Sandringham mientras recoge a su hermana mayor Sarah, para ir a una cita. El Partido Conservador de Margaret Thatcher gana las elecciones de 1979 y se convierte en la primera mujer primera ministra del Reino Unido. Durante su primera audiencia privada con la reina Isabel II, Isabel supone que Thatcher llenará su primer gabinete con mujeres. Thatcher rechaza esta idea debido a su opinión de que las mujeres "generalmente no son adecuadas para los altos cargos".
La familia real viaja al castillo de Balmoral. La princesa Ana está considerando retirarse de su carrera como saltadora profesional, pero el príncipe Felipe intenta convencerla de que no lo haga. Lord Mountbatten está de vacaciones con su familia en el castillo de Classiebawn en el condado de Sligo, Irlanda. Mountbatten hace una llamada telefónica a Carlos, que también está de vacaciones con amigos en Islandia. Mountbatten solicita reunirse con él en Londres, pero Carlos lo rechaza ya que pasará tiempo con Camila Parker Bowles, lo que resulta en una discusión debido a las opiniones de Mountbatten en su contra. Mountbatten le escribe una carta a Carlos antes de unirse a su familia en su barco para pescar langostas. A medida que su barco se aleja ligeramente de la costa, explota después de que miembros del IRA le plantaran una bomba, matando a Mountbatten, a uno de sus nietos y al barquero. La familia real y Thatcher son informadas de su muerte.
Carlos lee el contenido de la carta de Mountbatten, escribe críticamente sobre su romance con la casada Camila y le indica que encuentre una esposa adecuada, a quien el público amará como princesa y, a su debido tiempo, como reina. En una llamada telefónica con Isabel, Thatcher promete declarar la guerra al IRA y no se detendrá hasta que hayan ganado. Felipe lee una lista de quinientas páginas de instrucciones que Mountbatten escribió sobre cómo se debe llevar a cabo su funeral, y le indica a Carlos que lo elogie. Ebrio, Felipe le dice a Carlos que Mountbatten lo había cuidado como una figura paterna y expresa amargura por haber sido reemplazado por Carlos. Mientras se celebra el funeral de Mountbatten en la Abadía de Westminster, el IRA declara la guerra a Gran Bretaña.
Ana compite en las Pruebas de Badminton Horse de 1979, montada en el caballo de Isabel, Goodwill, terminando en sexto lugar. Carlos se encuentra con Diana nuevamente en Badminton, quien transmite sus condolencias por Mountbatten y lo alaba por su participación en el funeral. Carlos telefonea a Sarah, solicitando su permiso para invitar a Diana a una cita, lo que ella concede. Diana, que ahora vive en un piso en Earls Court con sus amigas, viaja de regreso a Sandringham para encontrarse con Carlos.

## Producción

### Desarrollo
Después del éxito de las dos primeras temporadas, en enero de 2018, Netflix confirmó la cuarta temporada junto a la tercera. Peter Morgan, que escribió la película de 2006 The Queen y la obra de teatro, es el creador de la serie y del capítulo. El director del episodio Benjamin Caron, también había participado en la producción escénica; además que el capítulo es el décimo episodio de la serie dirigida por Caron y el primero de la temporada. El episodio es el número treinta de la serie, que esta previsto tenga sesenta episodios.

### Casting
Olivia Colman repite su papel como la reina Isabel II de la tercera temporada. Al igual que Tobias Menzies, como el príncipe Felipe; Helena Bonham Carter como la princesa Margarita; Josh O'Connor como Carlos, príncipe de Gales; Marion Bailey como la reina Madre y Erin Doherty como la princesa Ana. En abril de 2019, Emma Corrin fue elegida como Lady Diana Spencer para la cuarta temporada. En septiembre de 2019, Gillian Anderson; de quien se rumoreaba desde ese enero que estaba en conversaciones para interpretar a Margaret Thatcher en la cuarta temporada, fue confirmada oficialmente para el papel. Además de la aparición destacada de Charles Dance como Luis Mountbatten.

### Título del episodio
El título del episodio hace referencia a la posición de Lord Mountbatten como Coronel del Regimiento de los Salvavidas, una de las dos unidades de Household Cavalry encargadas de proteger a la Reina, y el apodo asociado con el bastón con cabeza de oro que lleva el Coronel, así como la relación personal de Lord Mountbatten con la familia real, en particular los príncipes Felipe y Carlos.

### Filmación
La cuarta temporada comenzó a ser filmada en agosto de 2019 y terminó en marzo de 2020. Los productores confirmaron que el rodaje se completó antes de la cuarentena por la pandemia COVID-19; la fecha de estreno no se retrasó.

## Lanzamiento
«Gold Stick» se estrenó en Netflix junto a la totalidad de la cuarta temporada en todo el mundo el 15 de noviembre de 2020.

## Recepción
En una calificación de cuatro estrellas de Sarene Leeds de Vulture, escribió que la apertura del episodio parecía «apropiada para 2020» debido a que era «rotundamente sombría». Ella describe a la Reina como «firme» y que ha «aprendido muy poco» con respecto a la vida personal y amorosa de sus hijos. En Medium, Thomas J. West clasificó al episodio de «tenso y emocionante» y que «prepara el escenario para más disturbios por venir», además de decir que la escena de la muerte de Mountbatten fue «una de las más estrechas» en la serie.
Escribiendo para The A.V. Club, Caroline Siede mencionó que la actuación de Anderson como Thatcher fue algo «casi arrastrada en la versión teatral y amanerada» y la clasificó como algo «discordante» en el capítulo. Siede también mencionó que la secuencia de la muerte de Mountbatten es «terriblemente tensa» y la resumió con la frase: «Una familia de cazadores de repente se encuentra siendo perseguida», aunque sintió que la serie uso la muerte de Mountbatten para propósitos más personales, y dijo que el episodio sugiere que el «cambio será un tema importante de la temporada». Liz Kocan de Decider mencionó la actuación de Anderson como «gloriosa y sofocante», además de reforzar que la escena del asesinato de Mountbatten fue «lenta e incómoda».